# Azzo VIII d’Este
Azzo VIII d’Este (ur. po 1263, zm. 31 stycznia 1308) – senior Ferrary i Modeny w latach 1293-1308.

## Życiorys
Azzo VIII był najstarszym synem Obizza II d’Este i jego żony Giacominy Fieschi. Dante oskarża Azza w Boskiej Komedii o zamordowanie ojca. Obizzo II miał zostać uduszony w łóżku przez Azza, być może działającego wspólnie z bratem Aldobrandinem, za to, że zamierzał przekazać władzę w Ferrarze w ręce najmłodszego syna Franciszka. Po śmierci ojca 20 lutego 1293 roku Azzo próbował objąć samodzielnie rządy nad Ferrarą, Modeną i Reggio, ostatecznie jednak musiał ustąpić wobec sprzeciwu braci i oddać Aldobrandinowi Modenę, Lendinarę i Rovigo, a młodszemu Franciszkowi – Reggio.
Azzo VIII zmarł 31 stycznia 1308 roku. Przed śmiercią próbował przekazać władzę nad Ferrarą swemu wnukowi Fulko, czym wywołał sprzeciw swoich braci. Franciszek zwrócił się wówczas o pomoc do Padwy i papieża. Ostatecznie Frescowi synowi Azza VIII udało się utrzymać w Ferrarze przy pomocy Wenecjan do października 1308 roku. W październiku Fulko wezwał na pomoc wojska weneckie. W 1310 roku Wenecjan wyparły z Ferrary wojska papieskie. Na kilka lat Ferrara znalazła się pod bezpośrednim zarządem papieża.

## Życie prywatne
Azzo VIII poślubił około 1282 roku Joannę Orsini, córkę Bertolda i Filippy Orsinich (zm. w 1302 lub 1304 roku), z którą mniał troje dzieci:
- Ryszarda
- Piotra
- i Konstancję[1]

Po raz drugi Azzo VIII poślubił w kwietniu 1305 roku Beatrycze z Sycylii, córkę króla Sycylii Karola II i Marii Węgierskiej.
Azzo miał też nieślubnego syna Fresca (zm. w Wenecji w 1312 roku). Z małżeństwa Fresca z Pellegriną Caccianemici urodził mu się wnuk Fulko.